# シュド・エスト

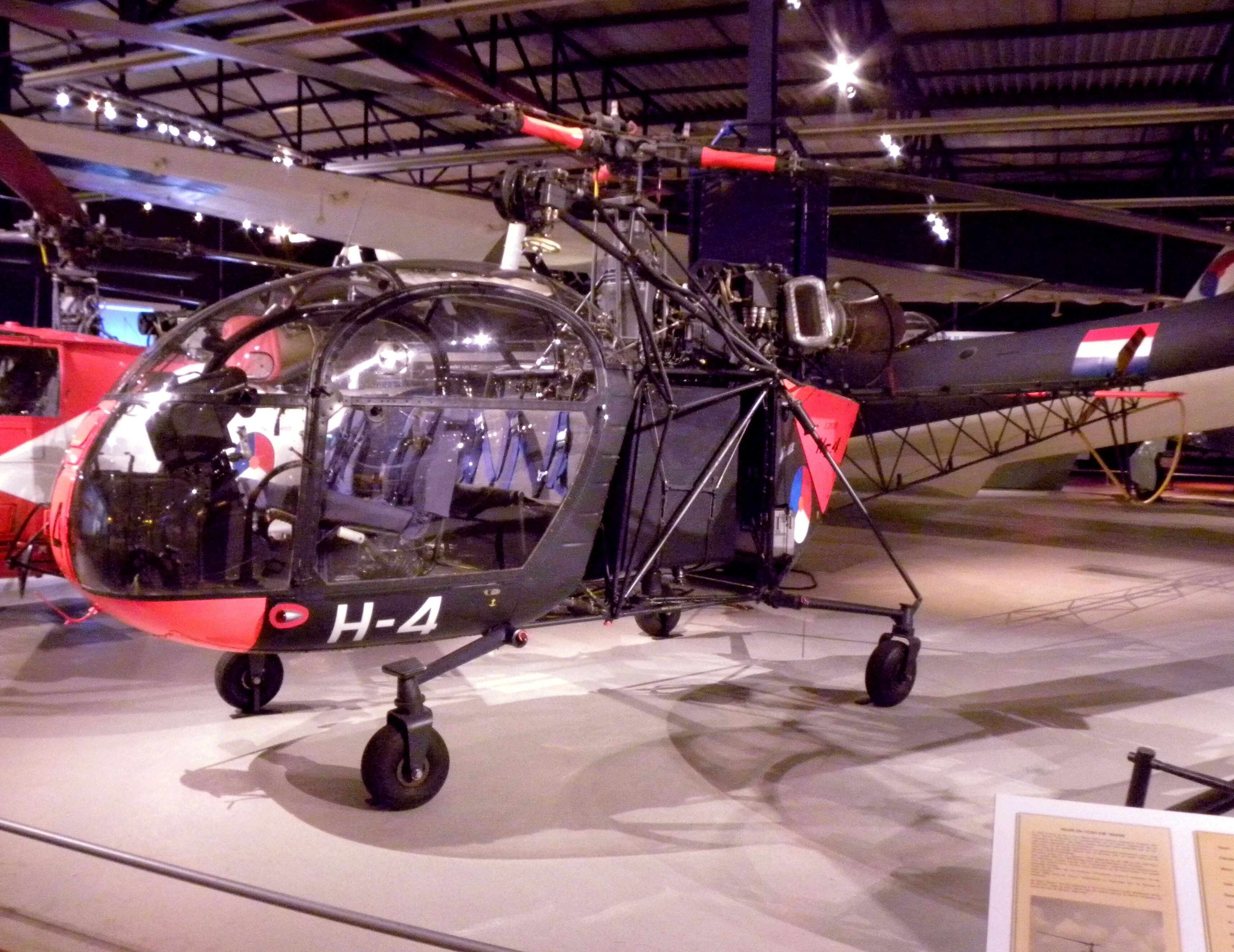
シュド・エスト SE.3130 アルエット II

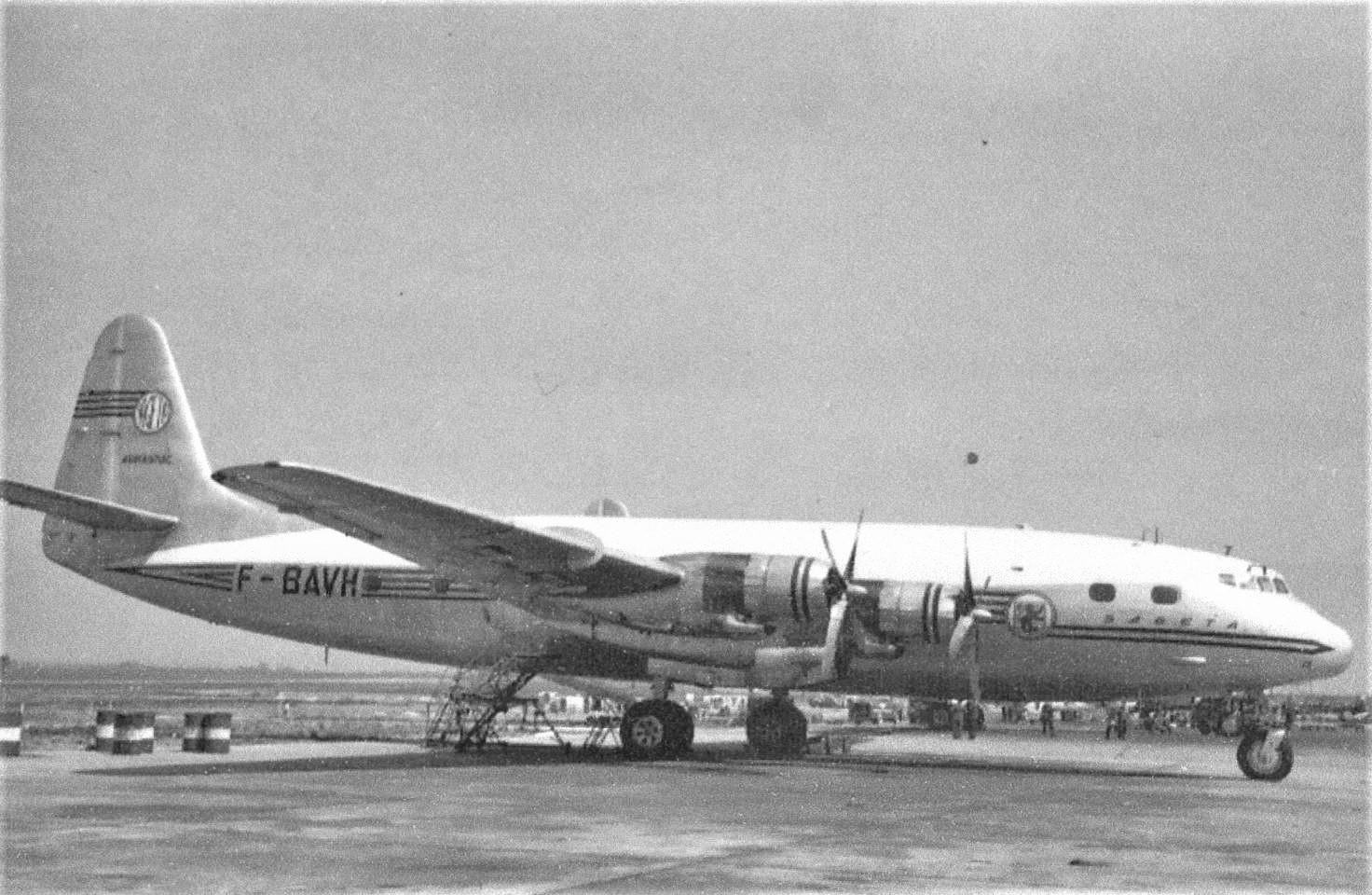
シュド・エスト SE.2010 アルマニャック

シュド・エスト（Société Nationale de Constructions Aéronautiques du Sud Est：南東航空機製造公社、略称 SNCASE）は、かつてフランスに存在した航空機メーカーである。
第二次世界大戦の直前、1936年にフランス政府が民間の航空機製造会社を国営化し、統合して6つの地域公社に再編した際に設立された国営企業で、シュド・エストはポテーズおよび傘下のCAMSのベール＝レタン工場、リオレ・エ・オリビエのアルジャントゥイユ工場およびクリシー工場、ロマノ、SPCAを統合したものである。

## 歴史
第二次世界大戦中の1941年には、シュド・エストはSNCAM(Société nationale des constructions aéronautiques du Midi：南部航空機製造公社)を吸収統合した。SNCAMの前身はエミール・デヴォアティーヌが設立したアヴィオンズ・デヴォアティーヌ社で、当時のフランス軍で最も高性能とされたデヴォアティーヌ D.520の量産を行っていた。
第二次世界大戦後の1957年3月にシュド・ウエスト（Société Nationale de Constructions Aéronautiques du Sud Ouest：南西航空機製造公社、 略称 SNCASO）と合併してシュド・アビアシオン（Sud-Aviation 、南方航空事業）が設立された。
SNCASEはそれまで、デ・ハビランドのバンパイヤ戦闘機のライセンス生産やロールス・ロイス ニーンを搭載したミストラル戦闘機などを生産していた。ライセンス生産から脱却するために1951年に SNCASEはジェット旅客機カラベルの設計を開始した。カラベルはイギリスのエンジンを使用し、機首と尾翼はデ・ハビランド コメットの設計を流用したが、その他は新設計であった。当時としてはユニークであったのは、胴体後部にエンジンを設置したことで、それにより客室の騒音が減少した。1958年に生産を開始した。
その時点でSNCASEは、別の国営企業SNCASOと合併して、シュド・アビアシオンになっていた。1960年よりシュド・アビアシオンは超音速旅客機のシュペル・カラベルの設計を始めたが、開発コストが巨大になるため、イギリスのBACと1962年の11月コンソーシアムをつくり、超音速旅客機「コンコルド」開発を開始した。
シュド・アビアシオンはノール・アビアシオン（Nord-Aviation：北方航空事業）と1970年に合併し、アエロスパシアルになった。さらに国際的なコンソーシアムのエアバスをブリティッシュ・エアロスペース、DASAと作り、最終的には2000年7月10日にドイツのDASAとスペインのCASAと合併して共同会社EADSとなった。EADSはエアバスの親会社である。

## 機体リスト
- SNCASE SE-100
- SNCASE SE-116, SE-117 Voltigeur
- SNCASE SE-161ラングドック
- SNCASE SE-200
- SNCASE SE-210 カラベル
- SNCASE SE-212 デュランダル
- SNCASE SE-400
- SNCASE SE-532, SE-535 Mistral デ・ハビランド バンパイアのライセンス生産
- SNCASE SE-700
- SNCASE SE-1010
- SNCASE SE-1210
- SNCASE SE-2010 アルマニャック
- SNCASE SE-2100
- SNCASE SE-2300
- SNCASE SE-2410, SE-2415 Grognard
- SNCASE SE-3000
- SNCASE SE-3101
- SNCASE SE-3110
- SNCASE SE-3120 アルエット
- SNCASE SE-3130 アルエット II, SE-3131 ガヴァナー
- SNCASE SE-3150 アルエット アスタゾウ
- SNCASE SE-3160 アルエット III
- SNCASE SE-3200 Frelon
- SNCASE SE-5000, SE-5003 Baroudeur
- SNCASE Aquilon